# Burg Ottendorf
Die Burg Ottendorf ist eine abgegangene Burg im Stadtteil Ottendorf der Stadt Gaildorf im Landkreis Schwäbisch Hall in  Baden-Württemberg.
Vermutlich wurde die Burg vom urkundlich bezeugten Ortsadel von Ottendorf erbaut. Nach dessen Aussterben 1399 wurde die Anlage von den Erben mit Gütern und Rechten an das Kloster Murrhardt und an die Schenken von Limpurg verkauft. Ab 1439 gehörte die Burg zu je einem Drittel dem Kloster Murrhardt, der Grafschaft Limpurg und den Herren von Münkheim. Sie war ab 1523 unbewohnt und ist 1582 abgegangen.